# Commodore Bay
Die Commodore Bay (in der deutschen Kolonialzeit Commodorebucht oder Commodore Bai genannt) ist eine Bucht an der Nordküste Neubritanniens westlich der Willaumez-Halbinsel in der Provinz West New Britain Province von Papua-Neuguinea.
Die Bucht gehört damit zur Bismarcksee und ist etwa 15 km breit und etwa 8 km tief. Vorgelagerte Korallenriffe versperren einen Großteil der Zufahrt zu der Bucht.
Die Bucht ist Teil der Kimbe Bay, einer wesentlich größeren Bucht, die sich von der Willaumez-Halbinsel im Westen bis zur Insel Duportail im Osten Neubritanniens erstreckt.